# Jan Voneš
Jan Voneš, né le 30 décembre 2000 à Rudíkov, est un coureur cycliste tchèque. Il participe à des compétitions sur route et sur piste.

## Biographie
Entre l'âge de cinq et treize ans, Jan Voneš joue au football. Il finit toutefois par changer d'orientation en optant pour le vélo, un sport que pratique son père. Sa première licence cycliste est prise en 2013 ou 2014 dans un club de Brno,. Il poursuit sa progression avec la formation Dukla Praha, avant d'intégrer l'équipe continentale Tufo-Pardus Prostějov en 2023. Bon pistard, son palmarès comprend de nombreux titres de champion de Tchéquie. Il représente aussi régulièrement son pays lors de grands événements internationaux, comme les championnats du monde, les championnats d'Europe ou la Coupe des Nations. 
En août 2024, il participe aux Jeux olympiques. Aux côtés de Denis Rugovac, il se classe septième de la course à l'américaine. Il termine également douzième de l'omnium.

## Palmarès sur piste

### Championnats nationaux
- 2017
  - 2e du championnat de Tchéquie de poursuite juniors
  - 2e du championnat de Tchéquie de poursuite par équipes juniors
  - 2e du championnat de Tchéquie de l'américaine juniors
  - 2e du championnat de Tchéquie de l'omnium juniors
- 2019
  - 2e du championnat de Tchéquie de poursuite par équipes
  - 3e du championnat de Tchéquie de l'américaine
- 2020
  -  Champion de Tchéquie de poursuite par équipes (avec Pavel Kelemen, Jan Kraus et Nicolas Pietrula)
  - 2e du championnat de Tchéquie de l'élimination
  - 3e du championnat de Tchéquie de l'américaine
  - 3e du championnat de Tchéquie de poursuite
- 2021
  -  Champion de Tchéquie de l'américaine (avec Denis Rugovac)
  -  Champion de Tchéquie de l'élimination
  -  Champion de Tchéquie de poursuite par équipes (avec Nicolas Pietrula, Denis Rugovac et Petr Vávra)
- 2022
  -  Champion de Tchéquie de l'américaine (avec Denis Rugovac)
  -  Champion de Tchéquie du scratch
  -  Champion de Tchéquie de l'élimination
  -  Champion de Tchéquie de poursuite par équipes (avec Petr Vávra, Milan Kadlec et Petr Fiala)
- 2023[4]
  -  Champion de Tchéquie de l'américaine (avec Denis Rugovac)
  -  Champion de Tchéquie de poursuite par équipes (avec Petr Vávra, Matyáš Kobližek et Radovan Štec)
- 2024[5]
  -  Champion de Tchéquie du scratch
  -  Champion de Tchéquie de poursuite individuelle
  - 3e du championnat de Tchéquie de course aux points

## Palmarès sur route

### Par année
- 2020
  - 4e du championnat de Tchéquie sur route espoirs

### Classements mondiaux
| Année                                 | 2020  | 2021 | 2022 | 2023  |
| ------------------------------------- | ----- | ---- | ---- | ----- |
| Classement mondial                    | 1250e | nc   | nc   | 3231e |
| UCI Europe Tour                       | 958e  | nc   | nc   | 1785e |
|                                       |       |      |      |       |
| Légende : nc = non classéSource : UCI |       |      |      |       |